# Can Rector Vell (Aiguaviva)
Can Rector Vell és una masia del municipi d'Aiguaviva (Gironès) que forma part de l'Inventari del Patrimoni Arquitectònic de Catalunya.

## Descripció
És una masia típica que presenta tres crugies. Es tracta d'una edificació humil i senzilla amb detalls decoratius d'influència gòtica, motius florals que decoren i coronen portes i finestres. Porxo lateral i rellotge de sol a l'entrada principal encarada al sud.